# Bram Lomans
Bram Lomans, född den 19 april 1975 i Roosendaal, Nederländerna, är en nederländsk landhockeyspelare.
Han tog OS-guld i herrarnas landhockeyturnering i samband med de olympiska landhockeytävlingarna 1996 i Atlanta.
Därefter tog han OS-guld igen i samma gren i samband med de olympiska landhockeytävlingarna 2000 i Sydney.